# Strongylosoma hirtellum
Strongylosoma hirtellum är en mångfotingart som beskrevs av Filippo Silvestri 1895. Strongylosoma hirtellum ingår i släktet Strongylosoma och familjen orangeridubbelfotingar. Inga underarter finns listade i Catalogue of Life.